# WYSIWYL EP
WYSIWYL EP is een ep van de Amsterdamse electro rockband MeloManics, verschenen in 2006. Geproduceerd, opgenomen en gemixt door producers duo Auke Riemersma en Adrien Jeanjean. Het is een voorproefje van het in 2007 verschenen volledige album. 

## Songs
1. WYSIWYL - 3:05 (Joosten/Olgers/Schuurman)
2. My Style - 6:14 (Joosten/Olgers/Schuurman)
3. Energize - 5:41 (Joosten/Olgers/Schuurman)
4. WYSIWYL (ja-remix) - 4:39 (Joosten/Olgers/Schuurman/Riemersma)

## Trivia
- WYSIWYL is een acroniem naar analogie van wysiwyg (What you see is what you get).